# Giberto Dandolo
Giberto Dandolo (anni 1220 – tra il 21 aprile e il 20 settembre 1279) è stato un ammiraglio e politico italiano.

## Biografia
Proveniva dai Dandolo di San Moisè, uno dei principali rami della famiglia sebbene collaterale rispetto ai discendenti del doge Enrico.
La prima notizia sul suo conto risale al 1249, comparendo tra i quarantuno elettori di Marino Morosini. Una seconda menzione è datata 1257 quando, con il fratello Giovanni, partecipò alla suddivisione di una calle nel territorio della parrocchia d'origine. Nel 1261, inoltre, sottoscriveva l'atto con cui il doge Ranieri Zeno confermò i diritti su Veglia al conte dell'isola e ai suoi discendenti.
Nel 1263, ormai in età matura, assunse la prima carica pubblica di rilievo, venendo messo a capo di una flotta: nella primavera di quell'anno fece rotta con trentadue galee verso Negroponte, minacciata dalla politica di riconquista dell'imperatore bizantino Michele VIII Paleologo. Giunti presso l'estremità sudorientale della Morea, nei pressi dell'isola di Settepozzi, i Veneziani furono attaccati da una squadra genovese, alleata di Costantinopoli. La battaglia che ne seguì si svolse ai primi di aprile: inizialmente in difficoltà, il Dandolo riuscì a ribaltare le sorti del combattimento soprattutto grazie ai mancati rinforzi degli avversari. Alla fine dello scontro, i Veneziani avevano catturato quattro navi avversarie, tra cui quelle degli ammiragli Pietro Avvocato, rimasto ucciso, e Lanfranco Dugo Spinola, che riuscì a mettersi in salvo. A causa dei numerosi feriti, tuttavia, il Dandolo non poté concludere l'azione e lasciò che i Genovesi sopravvissuti proseguissero indisturbati verso Malvasia.
Riprese quindi il viaggio e raggiunse Negroponte, dove si trattenne alcuni mesi disponendo la propria flotta a difesa dell'isola. Ciononostante, gli sbarchi dei soldati bizantini, trasportati dalle imbarcazioni genovesi, si interruppero solo l'anno successivo grazie ai moniti del pontefice ai liguri. Nell'autunno del 1261 il Dandolo rientrò a Venezia dove fu accolto con tutti gli onori.
Nel 1264 tornò a Negroponte in qualità di capitano e bailo e vi rimase per due anni. In questo periodo non si segnalarono particolari avvenimenti, fatto salvo l'arrivo sull'isola della squadra di Giacomo Dondulo che il Dandolo rafforzò aggiungendovi tre galee e una galeotta.
Tornato in patria, dal 1º ottobre 1267 venne eletto per quattro volte di seguito al Maggior Consiglio. Nel settembre 1275 partecipò all'elezione dogale da cui uscì vincitore Jacopo Contarini e poco dopo entrò per la quinta volta nel Consiglio.
All'inizio del 1278, quando sedeva per la sesta volta nel Consiglio, fu inviato con Marco Badoer e Andrea Zeno presso papa Niccolò III. Il pontefice accolse gli ambasciatori nel peggiore dei modi visto che in quel periodo la Serenissima era impegnata nella guerra contro Ancona, della quale lo stesso Dandolo, pare, fu promotore. Nello stesso anno fu componente di una commissione istituita per valutare i danni inferti dai Bizantini ai mercanti Veneziani.
Morì tra il 21 aprile e il 20 settembre 1279. Dalla moglie Maria, figlia di Gratone Dandolo del ramo di San Polo, ebbe due figli maschi: Giovanni, futuro doge, e Marco.